# Фольядела
Фольядела (порт. Folhadela)  —  населённый пункт и район в Португалии,  входит в округ Вила-Реал. Является составной частью муниципалитета  Вила-Реал. По старому административному делению входил в провинцию Траз-уж-Монтиш и Алту-Дору. Входит в экономико-статистический  субрегион Доуру, который входит в Северный регион. Население составляет 1897 человек на 2001 год. Занимает площадь 16,05 км².
Покровителем района считается Иаков Зеведеев (порт. Santiago).